# Marvin Mandel
Marvin Mandel (19. april 1920 - 30. august 2015) var en amerikansk politiker. Han var den 56. Guvernør af Maryland. Han var medlem af Democratic Party. Han var guvernør fra 1969 til 1979.
Mandel blev født i Baltimore, Maryland.